# J. Marion Shull
James Marion Shull  (1872–1948) fue un botánico estadounidense conocido por sus cultivares de Iris y Hemerocallis, así como por sus ilustraciones botánicas.

## Carrera

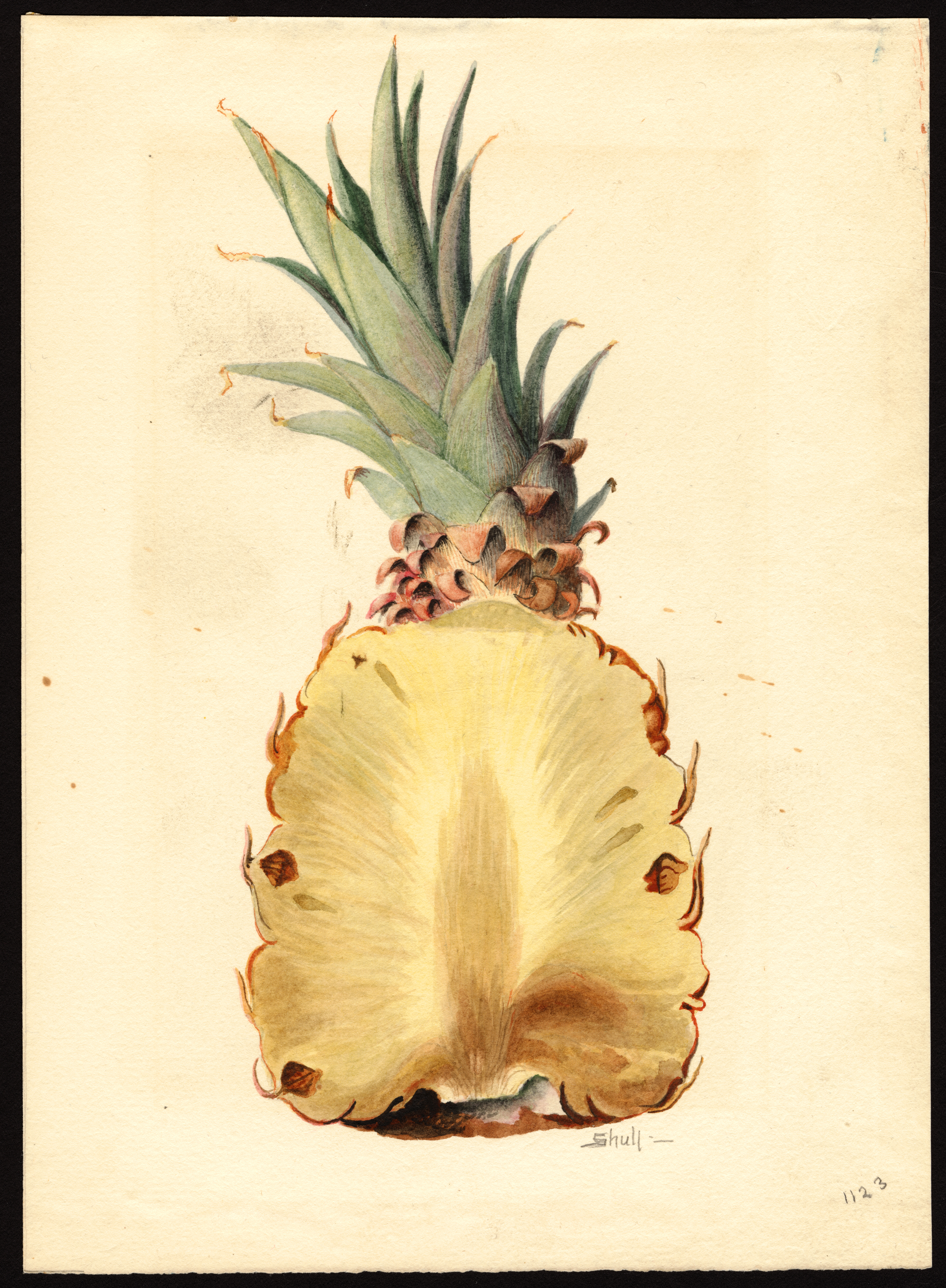
Acuarela de piña (Ananas comosus) de J. Marion Shull, 1919.

J. Marion Shull comenzó su carrera en el gobierno como ilustrador dendrológico para el Servicio Forestal de los Estados Unidos (1907–1909). Pasó a trabajar durante más de tres décadas como botánico e ilustrador botánico para el Servicio de Investigación Agrícola en el Departamento de Agricultura de los EE. UU., primero como artista botánico (1909–1925) y luego como botánico asociado (1925–1942). Pintó más de 750 acuarelas de nueces, frutas y otros especímenes botánicos, incluyendo nueces, piñas, higos y especialmente cítricos y manzanas para el USDA. Fue investigador de enfermedades de las frutas para el departamento, y muchas de sus ilustraciones muestran especímenes afectados por enfermedades. En el USDA, formó parte de un selecto grupo de ilustradores, entre ellos Deborah Griscom Passmore, Amanda Newton, Royal Charles Steadman, Ellen Isham Schutt y Elsie Lower, cuyas pinturas forman el núcleo de la Colección de Acuarelas Pomológicas del USDA.
Shull también pintó una serie de los primeros híbridos de iris desarrollados por el criador Bruce Williamson, una experiencia que lo impulsó a convertirse en criador de plantas como su hermano menor George Harrison Shull. Posteriormente logró reconocimiento como criador de iris y "lirio de un día" (género Hemerocallis), produciendo alrededor de dos docenas de cultivares de iris diferentes entre 1920 y 1937. Su cultivar de iris alto amarillo llamado 'Virginia Moore' recibió una primera Mención Honorífica de la "American Iris Society" en su introducción en 1920, y una colección de iris que incluía 'Morning Splendor', 'Maori Princess' y 'Nimbus' recibió un "Premio al Mérito" del "Takoma Horticultural Club" en 1922, y 'Morning Splendor' fue seleccionado para un reconocimiento especial. Un cultivar de color rojo púrpura intenso que fue uno de los primeros iris modernos derivados de Iris trojana, Morning Splendor ganó las Medallas de Oro y Plata del "Garden Club of America" en 1926 y se convirtió en el antecesor de otras variedades exitosas. Shull también fue juez acreditado de la AIS y ganó la Medalla de Servicio Distinguido de la sociedad.

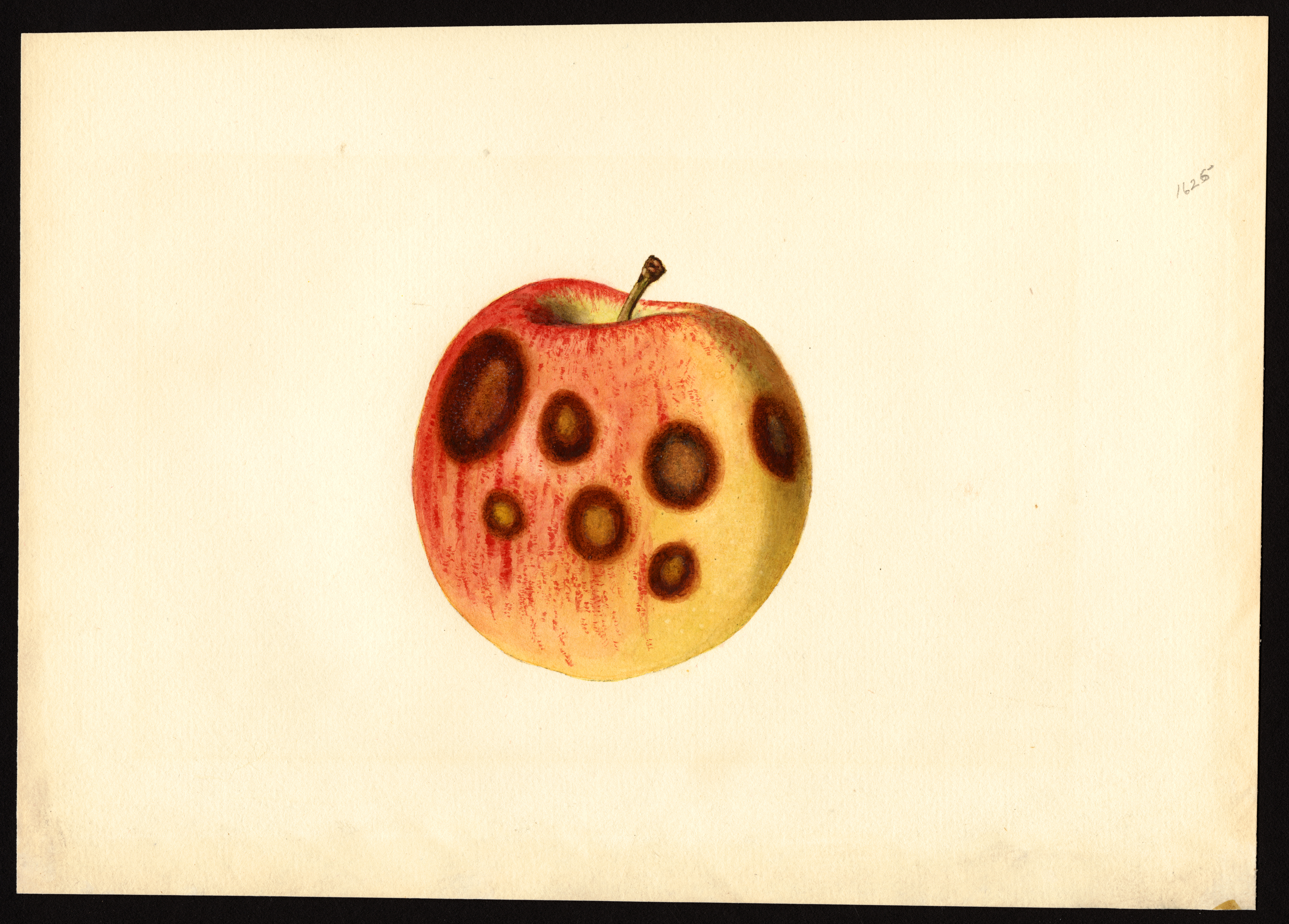
Acuarela de la variedad de manzana 'Roma' mostrando una enfermedad por J. Marion Shull.

El libro de Shull de 1931, «Rainbow Fragments: A Garden Book of the Iris» (Fragmentos de arcoíris: Un libro de jardín del iris), abarca la historia del cultivo de iris, consejos de cultivo y técnicas de hibridación en su prosa característicamente florida y poética. Es uno de los primeros libros que incluye láminas a color de iris (junto con fotos en blanco y negro que muestran diferentes aspectos de su cultivo), y el propio Shull pintó las ocho láminas a color, que se encuentran antes de la portada. Estas láminas muestran un total de 18 cultivares de iris diferentes de diversos cultivadores (incluyendo 'Maori Princess', 'Julia Marlowe', 'Elaine', 'Sequoiah' y 'Morning Splendor' de Shull), la mayoría sobre un fondo negro o claro. Aunque está agotado, sigue siendo de valor para los criadores por sus descripciones precisas de los lirios cultivados en el primer tercio del siglo XX, y también es buscado por las elegantes ilustraciones en color de Shull. Shull también produjo algunas ilustraciones para publicaciones como Country Life y Ladies' Home Journal.
Después de la Primera Guerra Mundial, Shull abogó por la creación de un carillón de la paz, o un conjunto de campanas, a partir de cañones fundidos para conmemorar el fin de la guerra. En un artículo titulado "El carillón de la paz", escribió:

Se propone que en la ciudad de Washington se erija un monumento nacional para conmemorar a los héroes y los acontecimientos de la gran guerra, buscando mantener el énfasis principal en el aspecto estético y moral más que en el del triunfo físico de la fuerza armada.

Murió en su casa en Chevy Chase, Maryland, el 1 de septiembre de 1948.